# Centenario (Uruguay)
Centenario, también conocido como Pueblo Centenario, es una localidad uruguaya del departamento de Durazno.

## Ubicación
La localidad se encuentra situada en la zona noroeste del departamento de Durazno, en la orilla sur del río Negro, límite con el departamento de Tacuarembó, y junto a la Ruta 5, muy próximo a la ciudad de Paso de los Toros, ubicada en la orilla norte del río. Se encuentra 65 km al norte de la capital departamental Durazno.

## Historia
Centenario surgió en 1930 con la construcción del puente sobre el río Negro, esto provocó el asentamiento en la zona de muchos trabajadores y sus familias. Su nombre, al igual que el del puente, surge por haberse inaugurado a 100 años de la Jura de la Constitución de Uruguay. No existe un acta oficial fundacional de la localidad. Entre los primeros habitantes se encontraban las familias Monroy, Inzúa, Correa, Capucho, Casas y Romano.

## Población
Según el censo de 2023, la localidad contaba con una población de 1614 habitantes.
| 826           | 940 | 880 | 913 | 1038 | 1136 | 1614 |
| (Fuente: INE) |     |     |     |      |      |      |

## Economía
Las principales actividades económicas de la zona son la ganadería vacuna, la ovina, la lechería y la hurticultura.
En sus inmediaciones se ubicala planta de celulosa conocida como UPM 2.

## Potencial termal
En 2011, se confirmó la existencia de aguas termales junto a la localidad de Centenario, se trata de un acuífero de aguas saladas ubicado a unos 380 metros de profundidad y con una temperatura del orden de los 30°C. Esto ha generado la posibilidad de que se construya allí en los años siguientes un centro termal.